# 古嵷山寺重起为铭记碑
古嵷山寺重起为铭记碑，位于中国河北省邯郸市郭二庄，为邯郸市武安市的一个省级文物保护单位，类型为石刻，公布时间为1982年7月23日。
古嵷山寺重起为铭记碑的历史年代为唐代。